# Hunter Biden
Robert Hunter Biden (4 de febrer de 1970) és un advocat i assessor en inversions estatunidenc i segon fill de Joe Biden. És soci fundador de Rosemont Seneca Partners, un grup d'inversió i consultoria.
Biden va ser a la junta de Burisma Holdings, important productor de gas natural ucraïnès, del 2004 al 2019. Ha sigut objecte d'una teoria de la conspiració demostrada falsa sobre els seus negocis a Ucraïna. L'intent de pressió al govern d'Ucraïna del president Donald Trump per a investigar Joe Biden i Hunter per haver retingut els fons d'ajuda a Ucraïna va propiciar un impeachment el setembre el 2019; del qual el president Trump fou absolt pel Senat.

## Infantesa i educació
Biden va néixer el 4 de febrer de 1970 a Wilmington (Delaware). És el segon fill de Neilia Biden i Joe Biden, que va ser senador del 1973 al 2009 i vicepresident del 2009 al 2017. La mare de Hunter i la seva germana petita, Naomi, van morir en un accident de cotxe el 18 de desembre de 1972. Biden i el seu germà Beau van resultar-ne ferits. Hunter i Beau van animar el seu pare a tornar-se a casar. Joe Biden es va casar amb Jill Jacobs el 1977 i van tenir una filla, Ashley, el 1981.
Com el pare i germà, Biden va anar a l'Acadèmia Archmere, un institut catòlic a Claymont (Delaware). El 1992 es va graduar en història per la Universitat de Georgetown. Es va prendre un any sabàtic, on va fer de voluntari jesuïta a Portland (Oregon) i on coneixeria Kathleen Buhle, amb qui es casaria el 1993. Es va graduar en dret per la Universitat Yale el 1996.

## Inicis professionals
Biden es va graduar en dret el 1996 i va començar a treballar per MBNA, un holding bancari important que havia donat fons a les campanyes polítiques del seu pare. El 1998, Biden havia assolit el càrrec de vicepresident executiu. Del 1998 al 2001 va treballar al Departament de Comerç dels Estats Units. El 2001 es va convertir en lobista i cofundà una empresa. El 2006 el president George Bush el nomenà membre de la junta de directors d'Amtrak, però dimitiria el febrer de 2009 arran de l'elecció del seu pare com a vicepresident.

## Inversor i lobista
Biden és un professional d'inversió interessat en les inverses en les primeres etapes de les empreses tecnològiques. El 2008, Biden i altres dos companys van fundar una firma d'inversions i consultoria anomenada Rosemont Seneca.

### BHR Partners
El 2013, la firma d'inversió de què Biden era fundador, Rosemont Seneca, va establir un fons de capital privat (BHR Partners) amb dos gestors d'actius xinesos i una firma dels EUA.
El setembre de 2019, Biden va ser acusat pel president Trump «d'haver-se'n anat de la Xina amb mil milions i mig de dòlars en un fons» i que havia guanyat «millions» del fons de capital privat, tot això mentre l'acusava de mala conducta a Ucraïna. Trump va demanar públicament a la Xina que investigués les activitats de negoci de Hunter Biden mentre el seu pare era el vicepresident. L'octubre de 2019, Hunter Biden va dimitir de la junta directiva de BHR Partners citant la «bateria d'acusacions falses» del president. Segons l'advocat de Biden, Biden «no havia rebut cap compensació per haver estat a la junta de directos de BHR».

### Burisma Holdings
L'abril de 2014, després de la revolució ucraïnesa, Biden es va unir a la junta de Burisma Holdings, un dels productors de gas natural independents més importants d'Ucraïna i que era propietat de l'oligarca ucraïnès i ex-polític Mykola Zlochevski, que aleshores estava essent investigant per rentat de diners. Biden, que aleshores era advocat, va ser contractat per Burisma per tal d'ajudar-los a millor la seva pràctica de govern corporatiu i Burisma va seguir treballant amb la consultoria de la qual Biden era soci. Biden va ser a la junta fins que el seu mandat va expirar l'abril de 2019, i va rebre una compensació de fins a 50.000$ mensuals alguns mesos. Atès que el vicepresident Joe Biden tenia un paper important en la política dels EUA envers Ucraïna, alguns defensors anti-corrupció ucraïnesos i alguns empleats de l'administració Obama van expressar preocupació pel fet que la pertinença de Hunter Biden a la junta pogués ser vist com un conflicte d'interessos i sabotejés el treball anti-corrupció del vicepresident Biden a Ucraïna. Mentre era vicepresident dels EUA, Joe Biden i altres líders occidentals van encoratjar el govern ucraïnès a acomiadar el fiscal més important del país, Víktor Xokin, que era criticar per blocar investigacions sobre corrupció. El parlament d'Ucraïna va votar fer-lo fora el març de 2016.
El 2019, el president Donald Trump i el seu advocat personal, Rudy Giuliani, van sostenir que el vicepresident Biden havia buscat l'acomiadament de Xokin per a protegir el seu fill i Burisma Holdings. Tanmateix, no hi ha proves que passés i era política oficial dels Estats Units i de la Unió Europea aconseguir treure Xokin del càrrec. Tampoc hi ha evidències de mala conducta per part de Hunter Biden a Ucraïna. L'agència d'investigació de la corrupció ucraïnesa va afirmar el setembre de 2019 que la investigació actural de Burisma estava restringida al període de 2010 a 2021, abans que Hunter s'unís a Burisma el 2014.
El juliol de 2019, Trump va ordenar congelar 391 milions de dòlars en ajudes militars, just abans d'una conversa telefònica amb el president ucraïnès Volodímir Zelenski en què Trump li demanava que investigués els Biden. Trump va dir-li a Zelenski que «[Joe] Biden anava per allà presumint que havia aturat el processament» del seu fill; encara que Joe Biden no va aturar cap processament, no en presumí i no hi ha cap prova que Hunter fos mai investigat.
El fiscal general ucraïnès Yuriy Lutsenko va dir el maig de 2019 que Hunter Biden no havia violat la llei ucraïnesa. Després que Lutsenko fos substituït per Ruslan Riaboshapka com a fiscal general, amdós van dir el setembre i octubre de 2019, respectivament, que no havien trobat proves de mala conducta per part de Hunter Biden.
Durant el 2019 i 2020, els senadors republicans Ron Johnson i Chuck Grassley van investigar amb discreció la implicació de Biden a Burisma, així com les al·legacions que els demòcrates havien col·lusionat amb el govern ucraïnès per a interferir a les eleccions de 2016.
El juny de 2020, l'ex-fiscal general ucraïnès Ruslan Riaboshapka va afirmar que una auditoria de milers d'antics casos que havia començat l'octubre de 2019 no havia trobat mala conducta per part de Hunter Biden.

### CEFC China Energy
Biden va ajudar l'empresari xinès Ye Jianming a negociar un acord per la seva companyia CEFC China Energy per aconseguir un projecte d'inversió de gas natural liquat de 40 milions de dòlars a Monkey Island (Louisiana). Ye va regalar-li un diamant de 2,8 quirats, que Biden va declarar. Biden va acceptar representar legalment l'adjunt de Ye en investigacions als Estats Units. Ho va acabar essent detingut i engarjolat als EUA per suborn. El 2018, l'acord de CEFC va esfondrar-se quan Ye va ser detingut a la Xina per corrupció.

## Vida personal

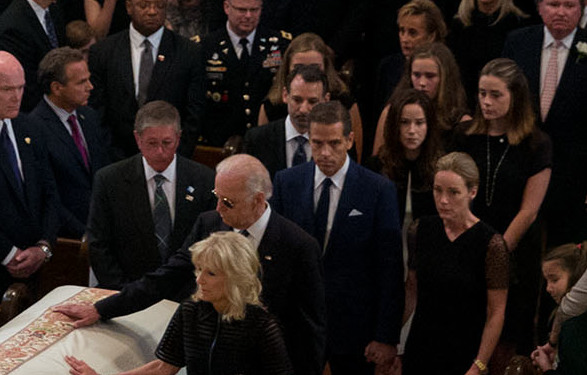
Biden (al centre) amb la família al funeral del seu germà Beau)

Biden es va casar amb Kathleen Buhle el 1993, i van tenir tres fills: Naomi, Finnegan i Maisy. Es van separar el 2015 i es van divorciar el 2017. El 2016 va començar a festejar Hallie Biden, la vídua del seu germà Beau; però van deixar de festejar a finals de 2017 o principis de 2018. Biden és pare d'un fill nascut a Arkansas l'agost de 2018. El maig de 2019, Biden es va casar amb Melissa Cohen, una cineasta sud-africana, amb qui va tenir un fill el març de 2020 a Los Angeles.
Biden es va passar dècades patint addicions a l'alcohol i a les drogues.